# 1831
1831 (MDCCCXXXI) byl rok, který dle gregoriánského kalendáře započal sobotou.

## Události
- 12. ledna – Byla obnovena anglická větev řádu johanitů – Most Venerable Order of St. John of Jerusalem
- 2. února – Novým papežem byl zvolen Řehoř XVI.
- 10. března – Byla založena Francouzská cizinecká legie.
- 7. dubna – Brazilský císař Petr I. abdikoval ve prospěch pětiletého syna Petra II., který pak vládl 58 let.
- 21. dubna – V New Yorku byla založena New York University.
- 24. června – Po velké neúrodě a epidemii asijské cholery začalo povstání několika tisíc rolníků na Dolním Zemplíně, Šariši a Spiši v Horních Uhrách.
- 21. července – Leopold I. jako první belgický král nastoupil na trůn.
- 8. září – Proběhla korunovace anglického krále Viléma IV.
- 9. října – V Nauplionu byl zavražděn první řecký prezident Joannis Kapodistrias.

### Probíhající události
- 1817–1864 – Kavkazská válka
- 1830–1831 – Belgická revoluce
- 1830–1831 – Listopadové povstání

## Vědy a umění
- 1. leden – Byla založena Matice česká, původně peněžní fond a nakladatelství, později společnost pro vydávání české literatury.
- 1. červen – Britský polárník James Clark Ross na ostrově Boothia jako první objevil Severní magnetický pól.
- 17. říjen – První provedení 1. Klavírního koncertu g moll op.25 Felixe Mendelssohna
- 22. listopadu – Premiéra Meyerbeerovy opery Robert ďábel v Paříži.
- Americký vynálezce Cyrus McCormick si patentoval první mechanický žací stroj a zahájil revoluci v obilné sklizni.
- Anglický fyzik Michael Faraday a americký fyzik Joseph Henry objevili elektromagnetickou indukci.
- Michael Faraday zkonstruoval první malé dynamo.
- Poprvé byla udělena Wollastonova medaile za mimořádný přínos ve všech oborech geologie.
- Victor Hugo vydal historický román Chrám Matky Boží v Paříži.

## Narození

### Česko

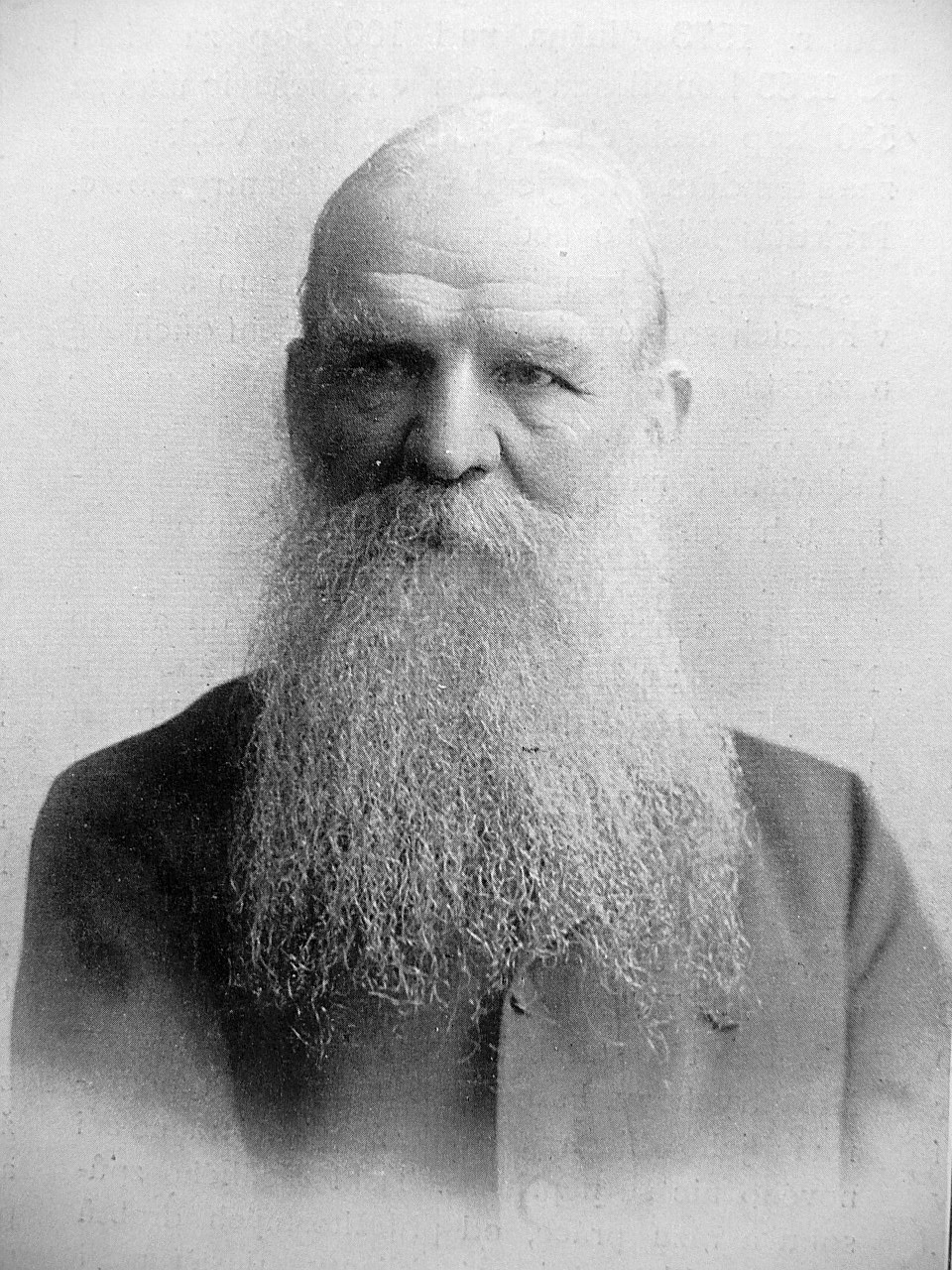
Josef Hlávka (* 15. února)

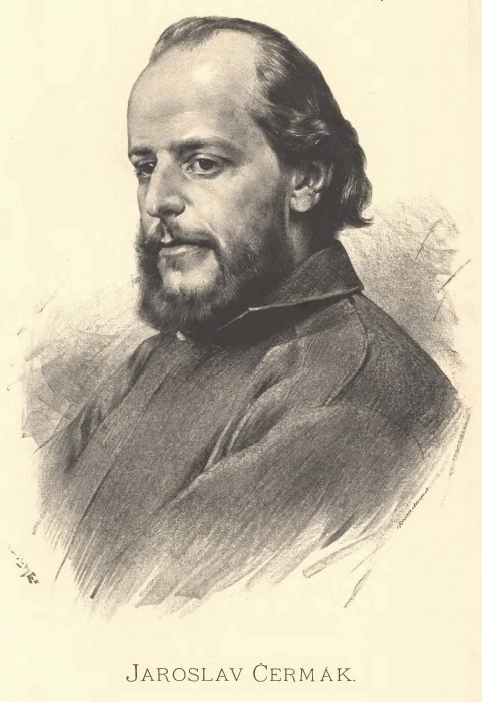
Jaroslav Čermák (* 1. srpna)

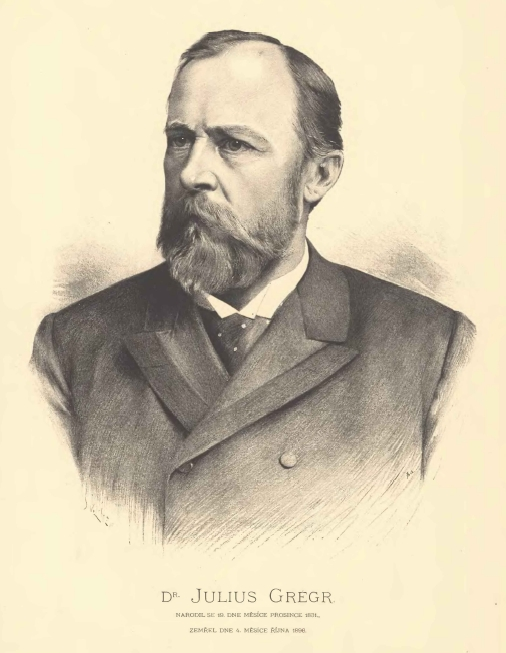
Julius Grégr (* 19. prosince)

- 6. ledna – Jan Stanislav Skrejšovský, novinář a politik († 15. října 1883)
- 9. ledna – Josef Symerský, děkan olomoucké teologické fakulty († 15. září 1897)
- 11. ledna – Gustav Skřivan, matematik († 6. ledna 1866)
- 22. ledna – Josef Bergmann, kanovník katedrální kapituly u sv. Štěpána v Litoměřicích († 5. březen 1903)
- 2. února – Jindřich Blažej Vávra, lékař, cestovatel a botanik († 26. května 1887)
- 15. února – Josef Hlávka, architekt, stavitel a mecenáš († 11. března 1908)
- 19. února – Konstantin Grünwald, starosta Moravské Ostravy († 17. dubna 1918)
- 27. února – Petr Maixner, malíř († 22. října 1884)
- 29. března – František Ržiha, vynálezce a zakladatel tunelového stavitelství († 22. června 1897)
- 4. dubna – Adolf Brecher, lékař, spisovatel a básník († 13. dubna 1894)
- 19. dubna – Alfons Ferdinand Šťastný, statkář, filosof a politik († 8. listopadu 1913)
- 28. dubna – Antonín Mezník, politik († 10. září 1907)
- 30. dubna – Jan Sobek, klarinetista a hudební skladatel českého původu († 9. června 1914)
- 1. května – Bohumil Janda Cidlinský, básník a spisovatel († 29. září 1875)
- 2. května – Jan Bochenek, malíř († 3. prosince 1909)
- 11. května – Lubert Graf, právník a politik německé národnosti, starosta Chebu († 6. listopadu 1888)
- 1. června – Heřman Přerhof, recitátor a organizátor kulturního života († 27. března 1867)
- 10. června – Wilhelm Mayer, právník, hudební skladatel a pedagog († 22. ledna 1898)
- 4. července – Josef Sokol, pedagog a politik († 4. dubna 1912)
- 1. srpna – František Lepař, klasický filolog a překladatel († 21. prosince 1899)
- 12. srpna – Sigismund Vašátko, advokát a sběratel lidových písní († 15. listopadu 1886)
- 27. srpna – František Bronislav Kořínek, spisovatel publicista a pedagog († 20. listopadu 1874)
- 28. srpna – Bohumil Eiselt, lékař, zakladatel „Časopisu českých lékařů“ († 22. srpna 1908)
- 1. září – Jaroslav Čermák, malíř († 23. dubna 1878)
- 8. září – Bedřich Kamarýt, kněz, malíř a spisovatel († 21. května 1911)
- 10. září – Marie Ryšavá, herečka († 19. prosince 1912)
- 18. září – Jan Jeřábek, právník a politik († 14. září 1894)
- 24. září – Vilém Bukovský, profesor pražské techniky, specialista na dopravní stavby († 19. března 1899)
- 8. října – Max Scharschmid von Adlertreu, právník a politik německé národnosti († 27. prosince 1905)
- 22. října – Eduard Hořovský, báňský odborník († 25. února 1898)
- 5. prosince – Mikuláš Karlach, kněz, politik, organizátor církevních a vlasteneckých podniků († 6. listopadu 1911)
- 17. prosince – Emanuel Purkyně, botanik a meteorolog († 23. květen 1882)
- 19. prosince – Julius Grégr, politik († 4. října 1896)
- 12. prosince – Josef Virgil Grohmann, pedagog, spisovatel a politik německé národnosti († 12. října 1919)
- ? – Jan Weinlich, olomoucký biskup († 24. prosince 1905)
- ? – František Korbel, česko-americký podnikatel a zakladatel kalifornských vinic († 1. ledna 1920)

### Svět

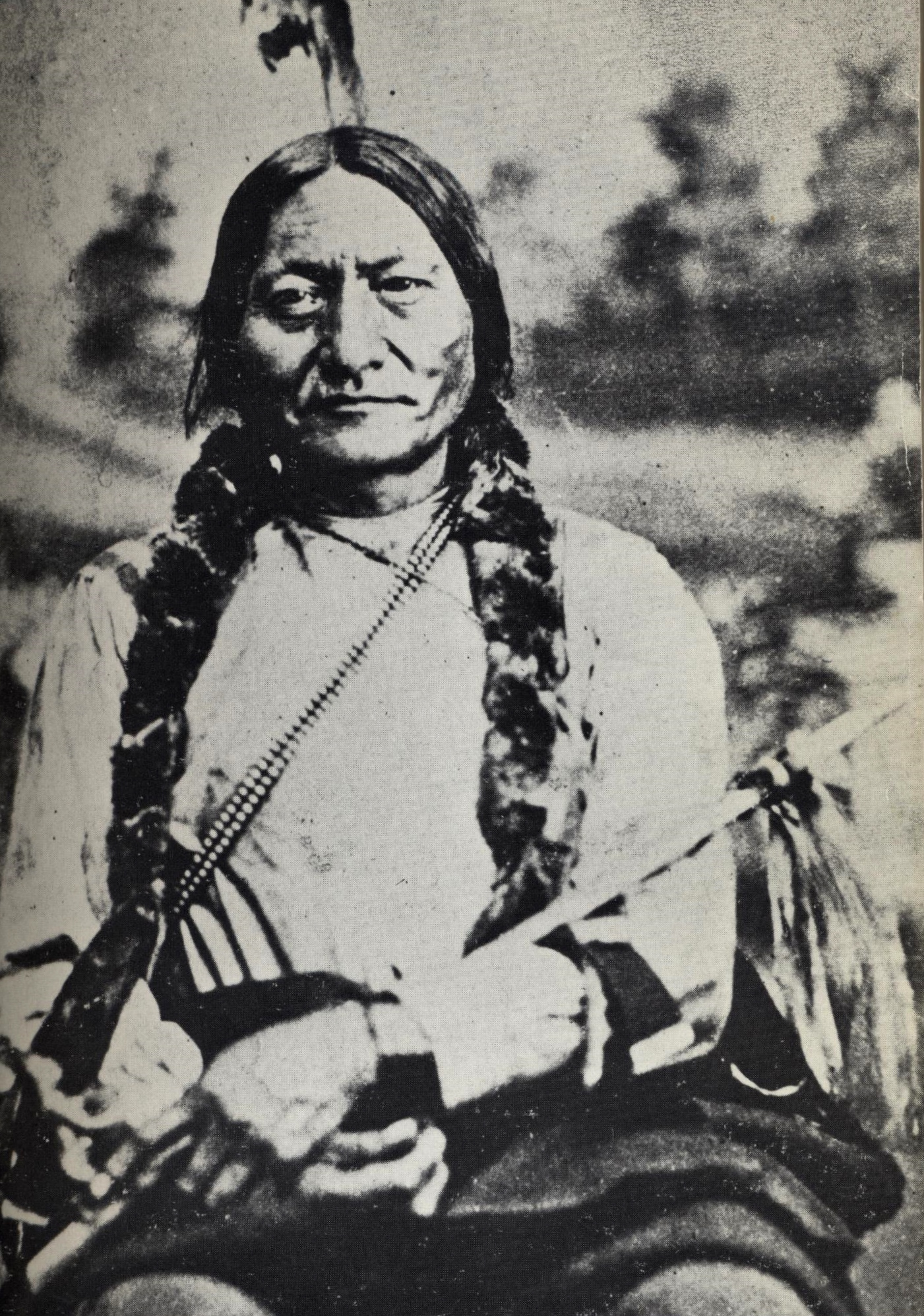
Sedící býk (* březen)

James Clerk Maxwell (* 13. června)

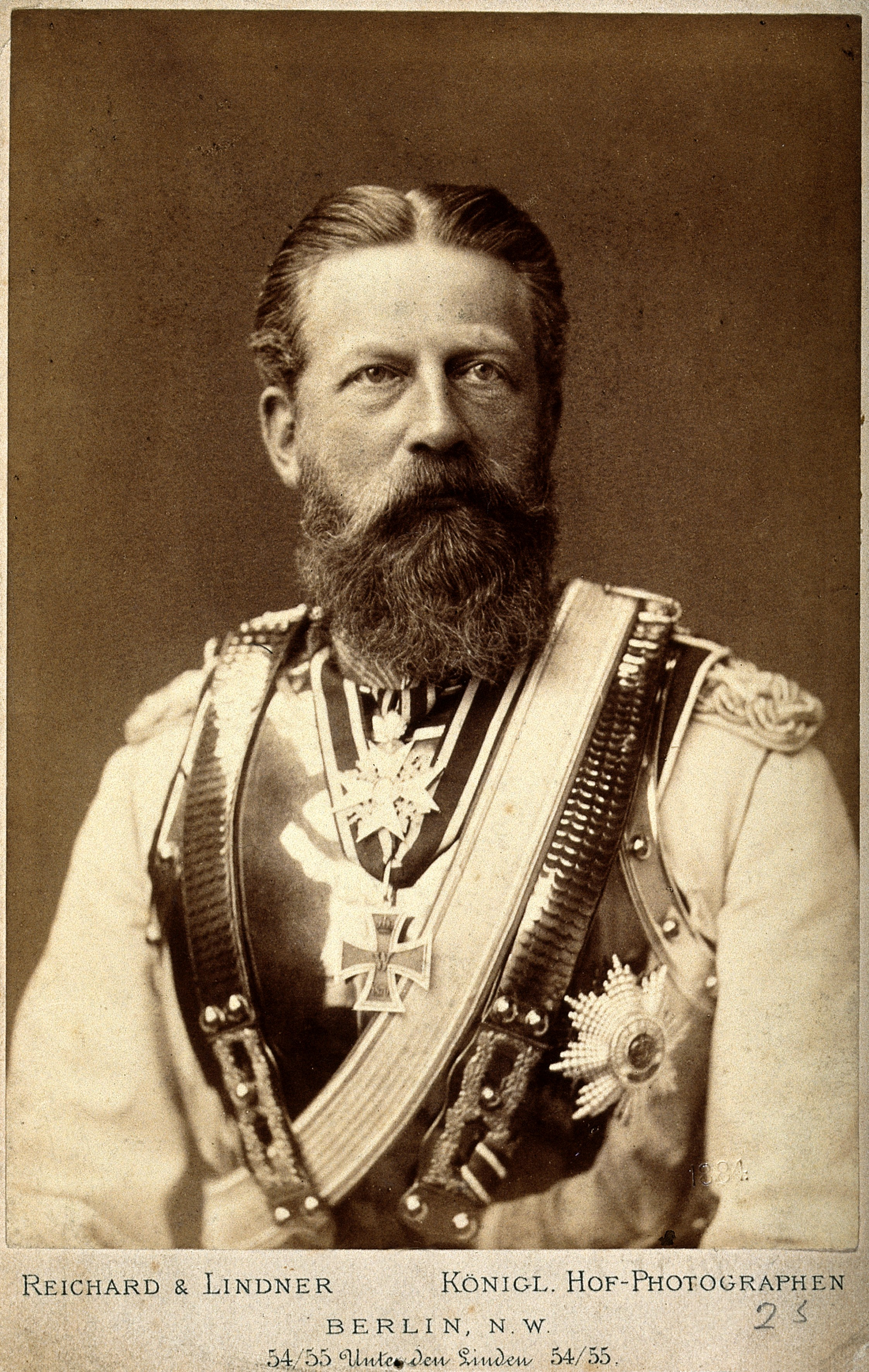
Fridrich III. (* 18. října)

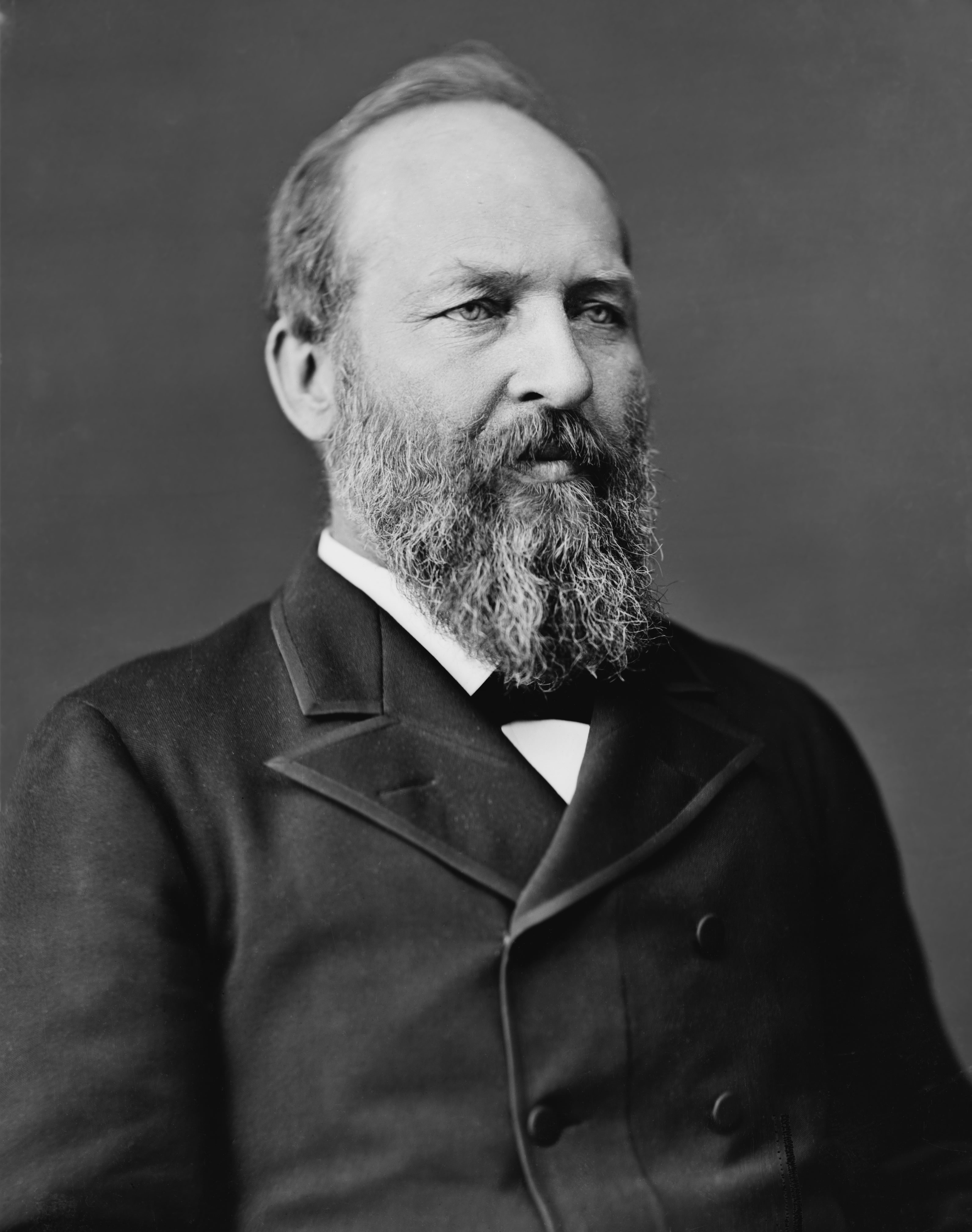
James A. Garfield (* 19. listopadu)

- 15. ledna – Juro Surowin, německý publicista, jazykovědec a humanista († 16. prosince 1904)
- 16. ledna – Jovan Ristić, srbský politik († 4. září 1899)
- 17. ledna – Alžběta Františka Marie Habsbursko-Lotrinská, rakouská arcivévodkyně († 14. února 1903)
- 16. února – Nikolaj Leskov, ruský spisovatel a dramatik († 5. března 1895)
- 24. února
  - Albert Schäffle, německý ekonom, předlitavský politik († 25. prosince 1903)
  - Leo von Caprivi, německý kancléř († 6. února 1899)
- 8. března – Félix Bonfils, francouzský fotograf († 9. dubna 1885)
- 13. března – Gustav Kraatz, německý entomolog († 2. listopadu 1909)
- 18. března – Fridrich III. Pruský, německý císař a pruský král († 15. června 1888)
- 19. března – Julius Anton Glaser, ministr spravedlnosti Předlitavska († 26. prosince 1885)
- 28. března – Rudolf von Merkl, ministr války Rakouska-Uherska († 22. ledna 1911)
- březen – Sedící býk, náčelník Siouxů († 15. prosince 1890)
- 3. dubna – Adelaida Löwenstein-Wertheim-Rosenberg, manželka Michala I. Portugalského († 16. prosince 1909)
- 12. dubna – Constantin Meunier, belgický malíř a sochař († 4. dubna 1905)
- 28. dubna – Peter Guthrie Tait, skotský matematik a fyzik († 4. července 1901)
- 16. května – David Edward Hughes, americký konstruktér a vynálezce († 22. ledna 1900)
- 21. června
  - Ludvík Bavorský, syn vévody Maxmiliána († 6. listopadu 1920)
  - Šarlota Pruská, princezna sasko-meiningenská († 30. března 1855)
- 28. června – Joseph Joachim, maďarský houslista, dirigent a hudební skladatel († 15. srpna 1907)
- 8. července – John Stith Pemberton, lékárník, vynálezce Coca-Coly († 16. srpna 1888)
- 10. července – Kamilo Mašek, slovinský skladatel českého původu ( 29. června 1859)
- 14. července – Aleksandr Hilferding, ruský slavista († 2. července 1872)
- 18. července – Johann Martin Schleyer, německý kněz, tvůrce umělého jazyka Volapük († 16. srpna 1912)
- 22. července – Kómei, 121. japonský císař († 30. ledna 1867)
- 8. srpna – Nikolaj Nikolajevič Ruský, třetí syn ruského cara Mikuláše I. († 25. dubna 1891)
- 12. srpna – Helena Petrovna Blavatská, ruská filozofka, zakladatelka Teozofické společnosti († 8. května 1891)
- 20. srpna – Eduard Suess, rakouský geolog a paleontolog († 26. dubna 1914)
- 28. srpna – Lucy Webb Hayesová, manželka 19. prezidenta USA Rutherforda B. Hayese († 25. června 1889)
- 7. září – Victorien Sardou, francouzský dramatik († 7. listopadu 1908)
- 8. září – Wilhelm Raabe, německý spisovatel († 15. listopadu 1910)
- 18. září – Siegfried Marcus, německý vynálezce a automobilový průkopník († 1. července 1898)
- 28. září – Fran Levstik, slovinský spisovatel, básník a žurnalista († 16. listopadu 1887)
- 6. října – Richard Dedekind, německý matematik († 12. února 1916)
- 29. října – Othniel Charles Marsh, americký paleontolog († 18. března 1899)
- 7. listopadu – Mélanie Calvatová, vizionářka mariánského zjevení v La Salettě († 15. prosince 1904)
- 13. listopadu – James Clerk Maxwell, skotský fyzik († 5. listopadu 1879)
- 17. listopadu – Miguel Miramón, mexický prezident († 19. června 1867)
- 19. listopadu – James A. Garfield, 20. prezident Spojených států († 19. září 1881)
- 24. listopadu – Moritz Hinträger, rakouský architekt († 27. dubna 1909)
- 1. prosince – Marie Amálie Brazilská, dcera brazilského císaře Petra I. († 4. února 1853)
- 8. prosince – János Libényi, maďarský nacionalista, který spáchal atentát na Františka Josefa I. († 26. února 1853)
- 9. prosince – Maurice de Hirsch, německo-židovský bankéř, filantrop a mecenáš († 21. dubna 1896)
- 22. prosince – Alois Friedrich Rogenhofer, rakouský entomolog († 15. ledna 1897)
- ? – Léon Crémière, francouzský fotograf († 1913)
- ? – Alexander Henderson, kanadský fotograf skotského původu († 4. dubna 1913)
- ? – Henri Le Lieure, francouzský fotograf († 19. prosince 1914)
- ? – Ankó Itosu, tvůrce moderního karate († 11. března 1915)
- ? – Marija Obrenović, moldavsko-rumunská bojarka a srbská šlechtična († 16. července 1876)

## Úmrtí

### Česko

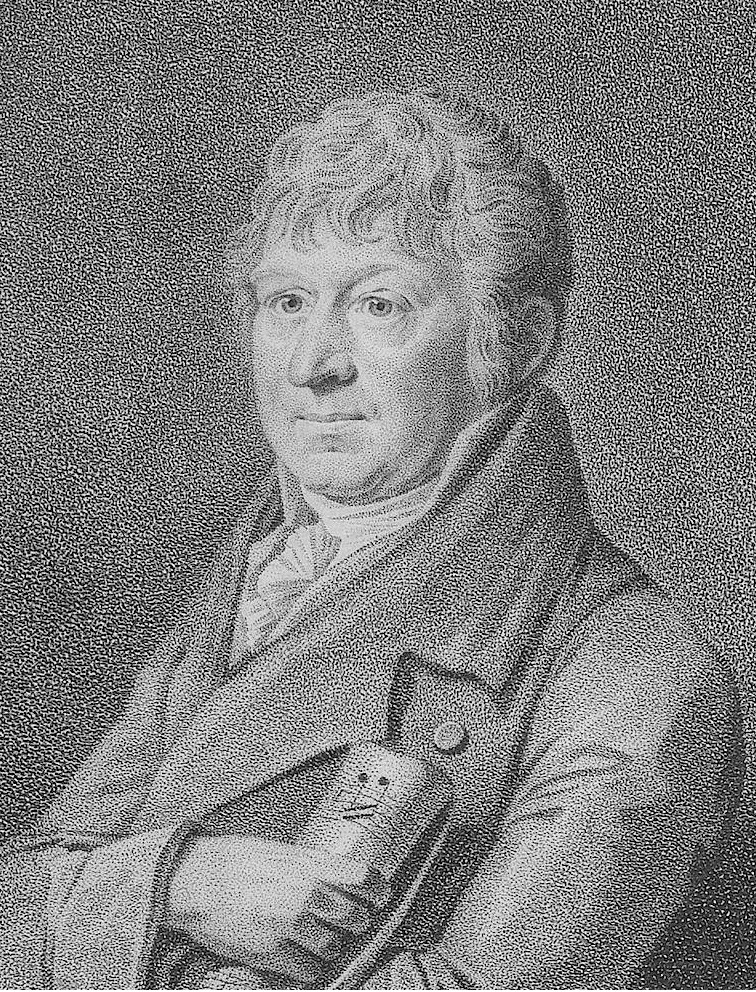
František Kramář († 8. ledna)

- 8. ledna – František Kramář, hudební skladatel (* 27. listopadu 1759)
- 4. března – Josefa Pedálová, řeholnice a spisovatelka (* 18. února 1780)
- 13. dubna – Ferdinand Kauer, rakouský hudební skladatel, houslista, klavírista a dirigent narozený v Čechách (* 18. ledna 1751)
- 24. května
  - Václav Urban Stuffler, brněnský katolický biskup (* 22. září 1764)
  - Václav Stach, básník a překladatel (* 15. dubna 1755)
- 23. července – Rudolf Jan kardinál Habsbursko-Lotrinský, rakouský arcivévoda, olomoucký arcibiskup (* 9. ledna 1787)
- 31. října – Christian Polykarp Erxleben, lanškrounský botanik a textilní podnikatel (* 3. června 1765)
- 15. listopadu – Vincenc Mašek, hudební skladatel, pedagog a vydavatel (* 5. dubna 1755)
- 30. prosince – Karl Nanke, hudební skladatel (* 2. listopadu 1770)

### Svět

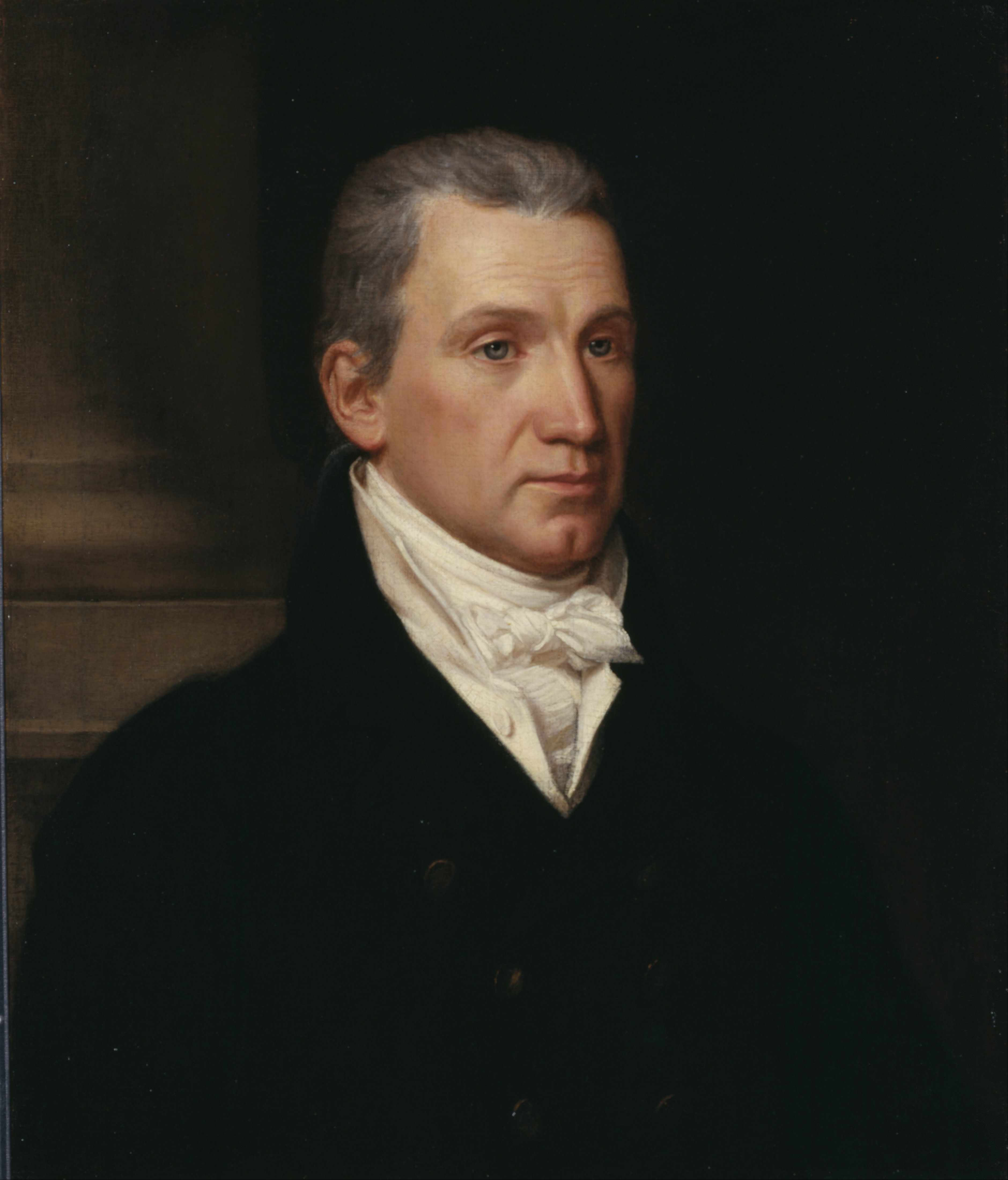
James Monroe († 4. července)

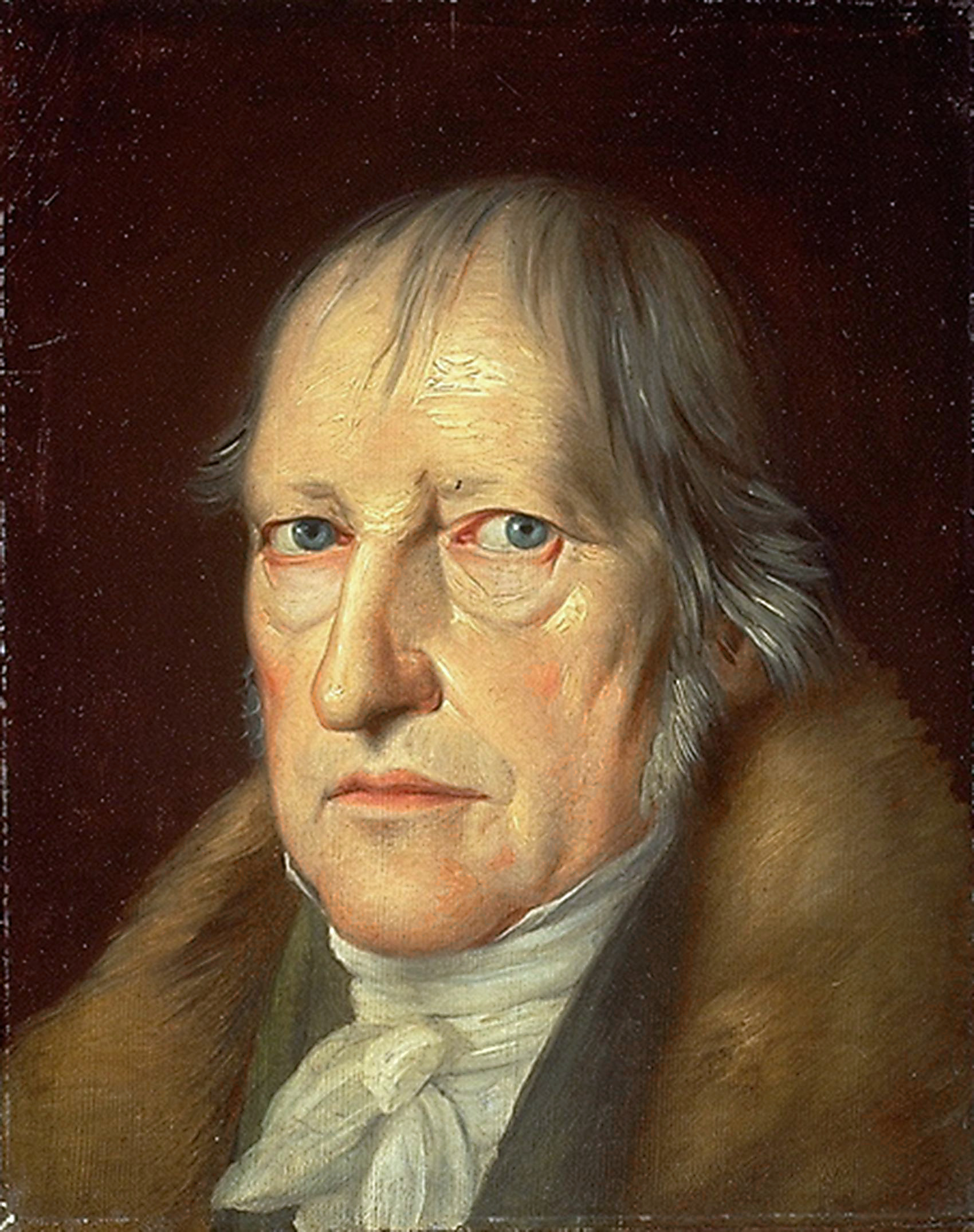
Georg Wilhelm Friedrich Hegel († 14. listopadu)

- 2. ledna – Barthold Georg Niebuhr, německý historik antického Říma, politik a diplomat (* 27. srpna 1776)
- 12. ledna – Luisa Dánská a Norská, dánská princezna (* 20. ledna 1750)
- 21. ledna – Achim von Arnim, německý romantický básník a prozaik (* 26. ledna 1781)
- 22. ledna – John Blenkinsop, anglický důlní inženýr a vynálezce (* 1783)
- 14. února – Maximilian Füger, rakouský profesor práv (* 11. října 1774)
- 26. února – Anton Antonovič Delvig, ruský básník (* 17. srpna 1798)
- 1. března – Karolína z Manderscheid-Blankenheimu, kněžna z Lichtenštejna (* 13. listopadu 1768)
- 9. března – Friedrich Maximilian Klinger, německý dramatik (* 17. února 1752)
- 17. března – Napoleon Ludvík Bonaparte, syn holandského krále Ludvíka Bonaparta (* 11. října 1804)
- 17. dubna – Dmitrij Nikolajevič Seňavin, ruský admirál (* 17. srpna 1763)
- 21. dubna – Thursday October Christian, kolonista na ostrově Pitcairn (* 7. října 1790)
- 27. dubna – Karel Felix Sardinský, sardinský král (* 6. dubna 1765)
- 15. května – Maxmilián Josef z Thun-Taxisu, bavorský královský důstojník a generálmajor rakouské armády (* 29. května 1769)
- 26. června – Longinus Anton Jungnitz, německý astronom, fyzik, teolog a římskokatolický duchovní (* 10. srpna 1764)
- 27. června – Sophie Germainová, francouzská matematička, fyzička a filosofka (* 1. dubna 1776)
- 4. července – James Monroe, americký prezident (* 28. dubna 1758)
- 17. srpna – Patrick Nasmyth, skotský malíř (* 7. ledna 1787)
- 23. srpna – Ferenc Kazinczy, maďarský šlechtic a jazykovědec (* 27. října 1759)
- 13. září – Alexander Rudnay, slovenský biskup a kardinál (* 4. října 1760)
- 9. října – Joannis Kapodistrias, řecký politik a diplomat (* 11. února 1776)
- 11. listopadu – Nat Turner, americký vůdce povstání proti otrokářům (* 2. října 1800)
- 14. listopadu
  - Ignaz Joseph Pleyel, francouzský skladatel, dirigent a nástrojař (* 18. června 1757)
  - Georg Wilhelm Friedrich Hegel, německý filosof (* 27. srpna 1770)
- 16. listopadu – Carl von Clausewitz, pruský generál, válečný stratég a teoretik (* 1. června 1780)
- 10. prosince – Thomas Johann Seebeck, německý fyzik (* 9. dubna 1770)
- 23. prosince – Emilia Platerová, polská hraběnka z rodu Platerů a revolucionářka (* 13. listopadu 1806)
- ? – Durs Egg, anglický puškař (* 1748)

## Hlavy států

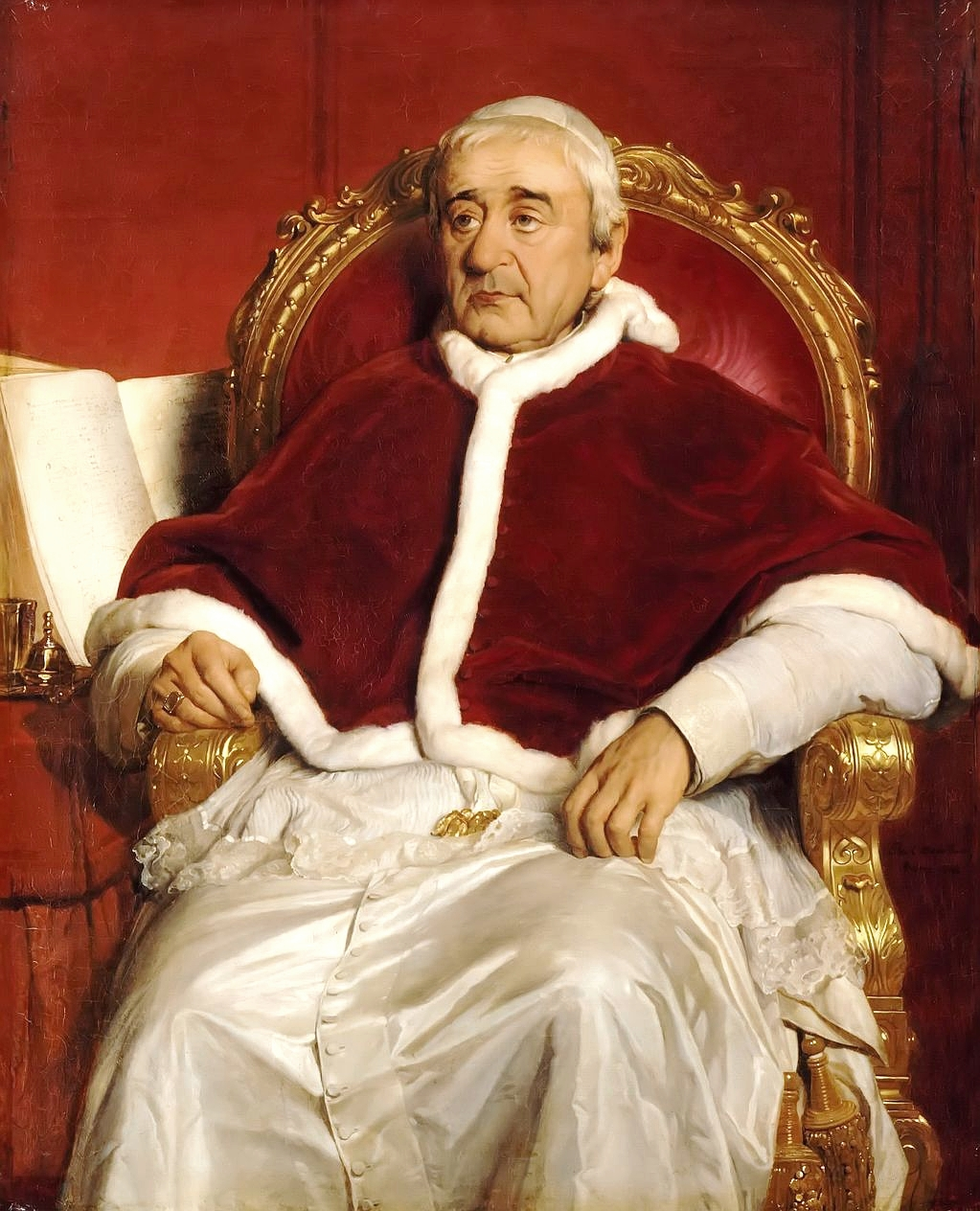
Papežem se stal Řehoř XVI.

- Francie – Ludvík Filip (1830–1848)
- Království obojí Sicílie – Ferdinand II. (1830–1859)
- Osmanská říše – Mahmut II. (1808–1839)
- Prusko – Fridrich Vilém III. (1797–1840)
- Rakouské císařství – František I. (1792–1835)
- Rusko – Mikuláš I. (1825–1855)
- Spojené království – Vilém IV. (1830–1837)
- Španělsko – Ferdinand VII. (1813–1833)
- Švédsko – Karel XIV. (1818–1844)
- USA – Andrew Jackson (1829–1837)
- Papež – Řehoř XVI. (1830–1846)
- Japonsko – Ninkó (1817–1846)
- Lombardsko-benátské království – Rainer Josef Habsbursko-Lotrinský